# Albert Ferland

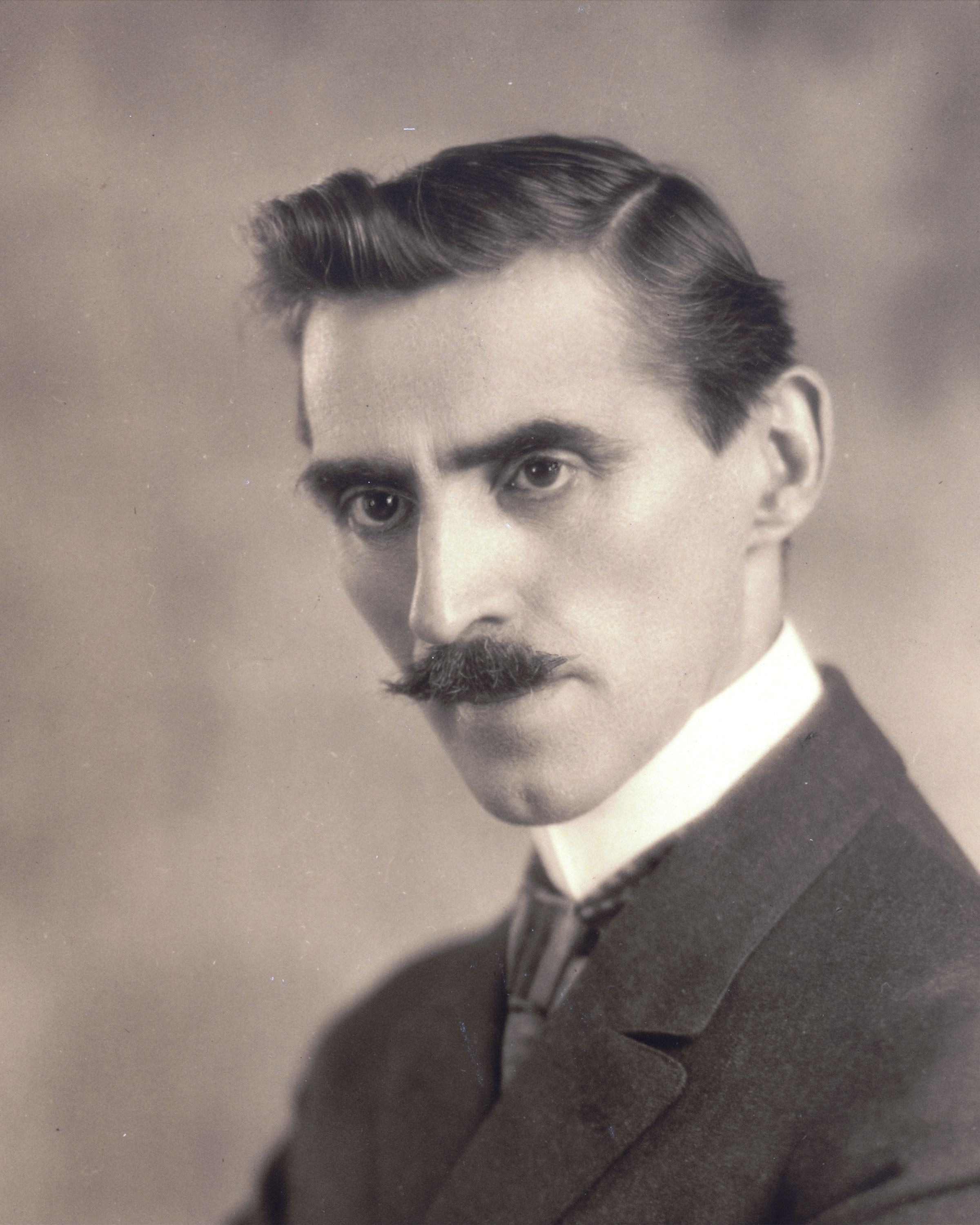
Albert Ferland (1922)

Albert Ferland (* 23. August 1872 in Montreal; † 9. November 1943 in Montreal) war ein kanadischer Lyriker.

## Leben
Der Sohn des Spirituosenfabrikanten Alfred Ferland und seiner Frau Joséphine (geb. Hogue) besuchte die École Saint-Jacques in Montreal. Ab 1892 arbeitete er u. a. bei einem Lebensmittelgroßhändler und als Bote der Druckerei Beauchemin. 1892 trat er in das väterliche Unternehmen ein und  wurde Mitarbeiter der Zeitschrift Le Monde illustré. 1894 gehörte er zu den Gründern der Zeitschrift Galerie des contemporains du Canada (ab 1894 Galerie historique bzw. Galerie canadienne), für die er Persönlichkeiten Kanadas aus der Welt der Religion, Literatur, Politik und Geschichte porträtierte.
Im Folgejahr gründete Ferland die Zeitschrift La Revue de l'art, von der jedoch nur eine Ausgabe erschien. Der École littéraire de Montréal gehörte er ab 1895 an, war von 1900 bis 1903 deren Sekretär und bis 1909 deren Präsident. Danach arbeitete er im Hôtel des Postes de Montréal. Seine ersten Gedichte erschienen ab 1890 in den Zeitschriften Le Samedi und Le Monde illustré. Danach erschienen mehrere Gedichtbände, darunter Canada chanté. 1923 wurde er Mitglied der Société Royale du Canada, in deren Memoires bis 1943 der größte Teil seiner Gedichte erschien. Montréal, ma ville natale wurde 1946 posthum veröffentlicht.

## Werke
- Mélodies poétiques, 1893
- Femmes rêvées, 1899
- Canada chanté (5 Bände), 1908
- Le Terroir, 1909
- L'Àme des bois, 1909
- La Fête du Christ à Ville-Marie, 1910
- Montréal, ma ville natale, 1946